# Жучков, Владимир Иванович
Владимир Иванович Жучков (род. 3 июля 1931 года) — инженер-металлург, доктор технических наук (1984), профессор (1990), член Российской инженерной академии (1997), лауреат премии имени И. П. Бардина

## Биография
В 1954 году окончил Уральский политехнический институт.

В 1984 году — защита докторской диссертации, в 1990 году — присвоено учёное звание профессор.
С 1954 года — трудовая и научная деятельность: на заводе имени М. И. Калинина, Институте металлургии УрО РАН, в УГТУ-УПИ.

В данный момент — ведущий научный сотрудник Института металлургии УрО РАН.

### Научная деятельность
Теоретические исследования связаны с разработкой новых методов изучения физико-химических свойств сплавов многокомпонентных систем, изучением процессов комплексного восстановления элементов из оксидных систем карбо-, силико- и алюминотермическими способами.

Разработал новые комплексные марки ферросплавов, предназначенные для микролегирования и модифицирования стали и чугуна, высокоэффективные безотходные процессы получения новых сплавов и технологий переработки руд новых месторождений.

Разработал схему определения рационально сбалансированного состава ферросплавов, по которой создано более 20 новых марок.

Разработаны новые виды углеродистых восстановителей для электропечей (углекварцитовый кокс, полукокс); созданы и внедрены в производство новые безотходные технологии получения комплексных ферросплавов (силикобария, ферросиликомарганецванадия, ферросиликониобия) из нетрадиционных видов сырья; созданы и прошли промышленную проверку новые металлургические схемы комплексного использования минерального сырья Урала — окисленных никелевых и марганцевых руд.
Результаты работ внедрены на металлургических предприятиях Урала.
Имеет 100 авторских свидетельств и патентов на изобретения. Автор 220 печатных работ, в том числе 8 монографий.

## Награды
- Орден «Знак Почёта» (1983)
- Орден Дружбы (2010)
- Премия Правительства Российской Федерации (1997)
- Премия имени  И. П. Бардина (за 2010 год, совместно с Е. Х. Шахпазовым, В. Я. Дашевским) — за цикл работ «Физико-химические основы и технические решения процессов, направленных на повышение качества стали».
- Заслуженный деятель науки Российской Федерации (1998)
- Заслуженный изобретатель Российской Федерации (1992)
- медали